# Image de Notre-Dame de Guadalupe
L'image de Notre-Dame de Guadalupe ou la tilma de Juan Diego est une image acheiropoïète établie sur un tissu de 1,70 mètre par 1,05 sur lequel est représentée l'image de Notre-Dame de Guadalupe. Ce tissu remonte au XVIe siècle ; la tradition catholique (appuyée sur le Nican mopohua) indique qu'il est le fruit d'un miracle lors des apparitions mariales de Notre-Dame de Guadalupe à Juan Diego en 1531, devant l'évêque de Mexico Juan de Zumárraga. D'après le manuscrit daté du milieu du XVIe siècle, l'image serait apparue « miraculeusement » sur la tilma de l'Indien, alors que celui-ci remettait à l'évêque Zumarraga des roses d'Espagne, en preuve des apparitions mariales dont il disait avoir été le témoin. Ces apparitions, ainsi que le « miracle de la tilma » ont fait l'objet d'une enquête officielle par l'Église catholique en 1666, et ils ont été officiellement reconnus par les autorités de l’Église en 1784.
Cette « version catholique » des événements a fait l'objet de publications un siècle après les « apparitions ». Seuls quelques codex et manuscrits mexicains sont quasi contemporains (à 20 ou 30 ans) des événements. Dès la fin du XVIIIe siècle, des historiens ont mis en doute la version officielle, s'appuyant sur des écrits de religieux du milieu du XVIe siècle accusant l'image d'être « un faux », une peinture réalisée par un artiste local. Ce débat historico-critique n'est aujourd'hui pas clos, entre des historiens argumentant que cette dévotion est un syncrétisme mis en place au début de la conquête espagnole appuyé par une image de facture humaine, et d'autres historiens et experts reconnaissant comme « authentiques » les manuscrits et codex, datés de la même période et rédigés en langue nahuatl.
L'image présente sur ce tissu est reprise comme « l'image officielle » de Notre-Dame de Guadalupe. La grande dévotion populaire au Mexique, depuis le XVIe siècle, a amené de nombreuses personnes politiques, militaires et de simples citoyens à reproduire cette image sur des bannières et des drapeaux. Son « utilisation » comme étendard fut importante durant la guerre d'indépendance et les multiples révolutions que connut le pays jusqu'à la guerre des Cristeros dans les années 1920.
Pour abriter l'image, une série d'églises et de basiliques ont été construites sur et autour de la colline de Tepeyac, le lieu des apparitions mariales de Notre-Dame de Guadalupe en 1531.
Cette image, officiellement reconnue comme « miraculeuse » par l’Église catholique a reçu plusieurs signes de reconnaissance officiels, comme la reconnaissance de l'apparition en 1754 par Benoît XIV, le couronnement canonique de l'image en 1895. En 1966, le pape Paul VI, puis en 2013, le pape François ont offert une rose d'or à l'image de la Vierge. En 2016, lors d'une visite au sanctuaire, le pape François a offert personnellement une seconde couronne à la Vierge.
Depuis le XVIIe siècle, l'image a été l'objet de plusieurs études et analyses scientifiques, les dernières ayant lieu à la fin du XXe siècle. Si les résultats de ces études apportent des points de convergence et des consensus à certaines conclusions partielles, ces études font également, entre les chercheurs, l'objet de divergences profondes sur certains points, et surtout sur la conclusion finale. Parmi les points de convergence, nous pouvons citer : l'image a fait l'objet de retouches/restaurations partielles avec reprise de peinture (locale) au cours de l'histoire (la retouche la plus criante étant la disparition de la couronne à la fin du XIXe siècle), l'image n'a jamais été vernie et les zones retouchées montrent des marques d'écaillement de peinture. Parmi les points de désaccord, ou relevés par une partie des scientifiques seulement (les autres ne disant rien sur ce point ou étant contre), nous pouvons indiquer : la nature de la toile (faite en fibre d'agave pour les un ou en lin et coton pour un autre), la toile présente une couche d'amorce (ou non pour d'autres), les parties non retouchées de l'image sont dans un très bon état de conservation, sans écaillage ou pelage avec des valeurs de couleur une luminosité en bon état. Un phénomène optique d'iridescence de la surface de l'image aurait également été observé.
À partir des différentes études scientifiques, de leurs résultats et de l'analyse historico-critique des sources documentaires, les experts et commentateurs tirent des conclusions diamétralement opposées : soit toute l'image est l’œuvre d'une création humaine par un peintre du XVIe siècle, soit l'image est d'une origine non explicable humainement ayant fait l'objet de retouches ponctuelles (voire maladroites) au cours des siècles.

## Description

### Description de l'image

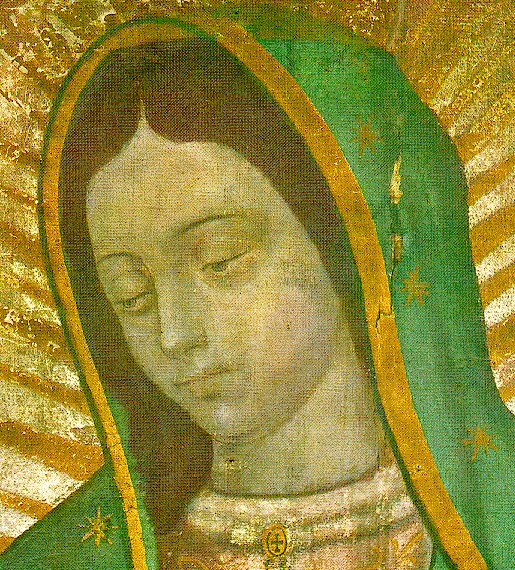
Visage de la Vierge, les yeux mi-clos.

L'image montre les éléments suivants , :
- une représentation intégrale d'une fille métisse ou d'une jeune femme avec des pommettes saillantes, des traits délicats et des cheveux noirs, lisses et sans carrure, simplement séparés au milieu qui encadrent son visage. Yves Chiron ajoute : « elle a un beau visage de jeune fille d'une merveilleuse beauté, un peu brun, éclairé par un délicieux sourire maternel. [...] Elle a la taille d'une enfant de 15 ans. »[2].
- Le sujet est dans une posture présentée dans une prière contemplative avec les mains jointes, le petit doigt séparé, la tête légèrement inclinée ; elle regarde avec des yeux à forte paupière un point situé en dessous, à droite ou à gauche suivant le point de vue de l'observateur.
- Elle porte, du cou aux pieds, une robe rose et une cape bleu-vert céruléenne, un côté plié dans les bras, ornée d'étoiles à huit branches et d'une ceinture noire nouée à la taille. Au cou, elle porte une broche décorée d'une croix de style colonial.
- La robe est constellée d'un petit motif en or à quatre-feuilles d'or orné de vignes et de fleurs, ses manches atteignant ses poignets où apparaissent les poignets d'un sous-vêtement blanc.
- Le sujet se trouve sur un croissant de lune, tout noir, qui aurait été coloré en argent dans le passé.

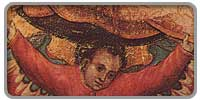
L'ange sous les pieds de la Vierge.

- Un ange (chérubin) ayant deux ailes avec plumes, aux bras tendus, porte la robe sur ses pieds nus qui ne sont pas colorés[N 1]. L'ange n'est visible que jusqu'à la ceinture, et ses pieds semblent se perdre dans la nuée qui nimbe toute l'image.
- Des rayons de soleil, alternant rayons droits et ondulés se projettent derrière la Vierge et sont enfermés dans une mandorle. Au-delà de la mandorle, à droite et à gauche, se trouve une étendue non peinte de couleur blanche avec une légère teinte bleue. La femme éclipse le soleil dont les rayons l'entourent « comme s'ils jaillissaient de son propre corps ».

L'image montre la trace d'un déversement accidentel d'acide nitrique en 1791 en haut à droite. Cet accident n'a pas affecté l'auréole du sujet.
L'image respecte une correspondance harmonique entre les parties individuelles et le tout, entre les espaces et les volumes, connu sous le nombre d'or.

### Description de la tilma exposée dans la basilique

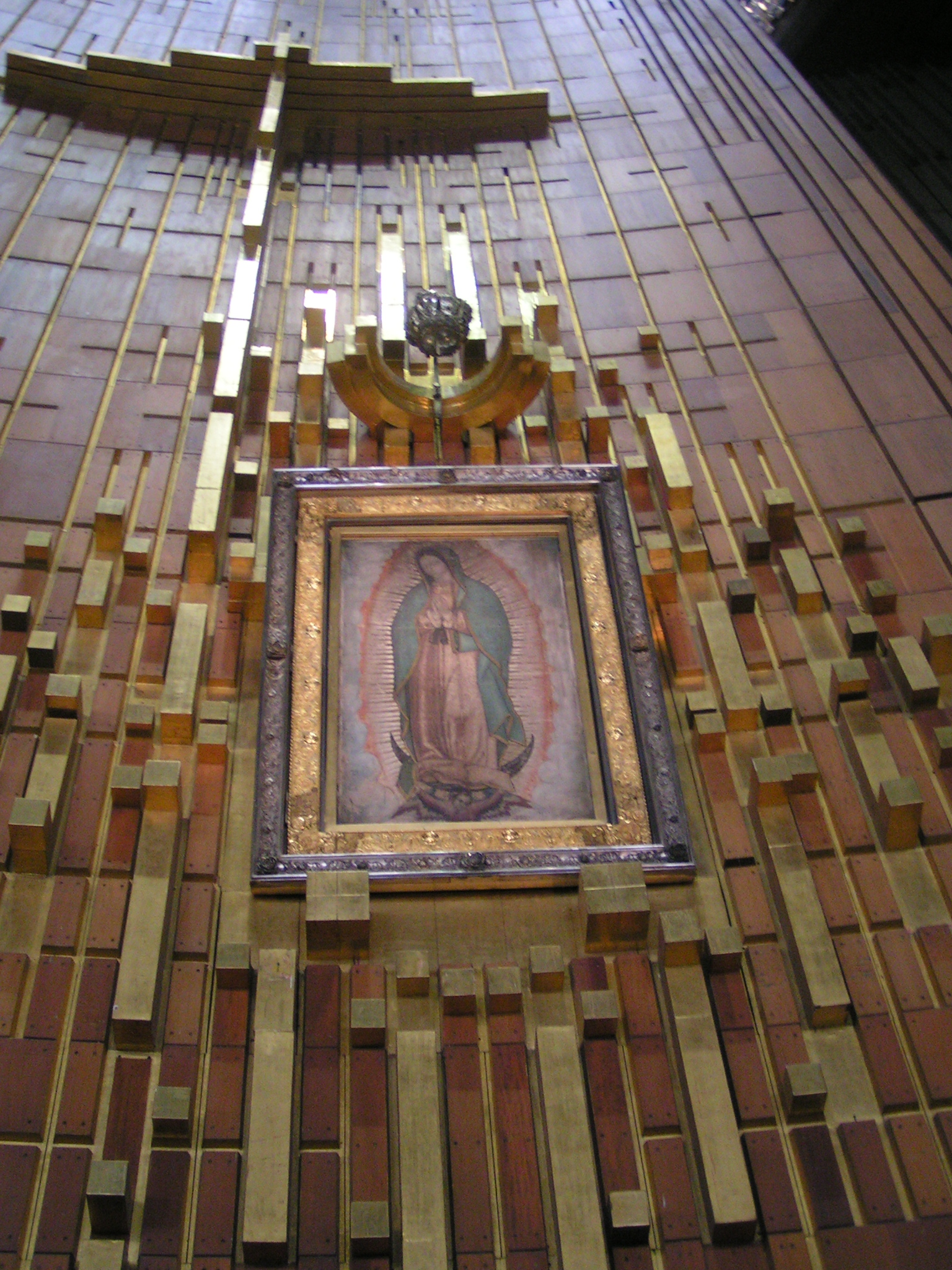
La tilma originale de Juan Diego, suspendue au-dessus du maître-autel de la basilique de Guadalupe. La couronne suspendue au sommet de l'image remonte à son couronnement canonique le 12 octobre 1895. L'image est protégée par un verre à l'épreuve des balles.

L'image est dessinée sur un support de tissu en matériaux naturels constitué de deux pièces (trois à l’origine) réunies. La jointure est clairement visible (sur l'image) comme une couture passant de haut en bas, avec le visage et les mains de la Vierge ainsi que la tête de l'ange sur la pièce de gauche. La jointure passe par le poignet gauche de la Vierge. L'épaule gauche de la Vierge, ainsi que le bras gauche de l'ange étant sur la pièce droite du tissu.
Le tissu est fixé sur une grande feuille de métal sur laquelle il est collé depuis un certain temps. L'image est actuellement placée dans un cadre massif protégé par un verre pare-balles. Le cadre est légèrement incliné sur le mur de la basilique derrière l'autel. Il existe un large intervalle entre le mur du sanctuaire et le support, ce qui facilite la visualisation de l'image par les pèlerins circulant sur les allées piétonnières situées sous le niveau principal de la basilique. Vue depuis le corps principal de la basilique, l'image est située au-dessus et à droite de l'autel. L'image est rétractée la nuit dans une petite niche (accessible par des marches) encastrée dans le mur. Une couronne métallique complexe conçue par le peintre Salomé Pina selon les plans de Rómulo Escudero et Pérez Gallardo, et exécutée par l'orfèvre parisien Edgar Morgan, est fixée au-dessus de l'image par une tige et un immense drapeau mexicain est drapé autour et en dessous le cadre.
La mesure du tissu a été réalisée par José Ignacio Bartolache le 29 décembre 1786 en présence de Joseph Bernardo de Nava, notaire public. Le résultat fourni était : hauteur 170 cm, largeur 105 cm,. La hauteur d'origine (avant sa première protection derrière une vitre à la fin du XVIIIe siècle, date à laquelle la partie non peinte située au-delà de la tête de la Vierge a dû être coupée) était de 229 cm.

### Interprétation religieuse de l'image
Pour les catholiques
L'iconographie de la Vierge est entièrement catholique : Miguel Sanchez, auteur de la publication Imagen de la Virgen María en 1648, la décrit comme la femme de l'Apocalypse du Nouveau Testament (Ap 12,1) : « revêtue du soleil, et la lune sous ses pieds, et sur sa tête une couronne de douze étoiles ». Elle est décrite comme étant une représentation de l'Immaculée Conception.
Et le verset 14 indique « Mais elle reçut les deux ailes du grand aigle pour voler au désert jusqu'au refuge où ... ». Les ailes d'aigle de l'ange peuvent également faire référence à ce passage de l’Apocalypse.
Pour les Aztèques

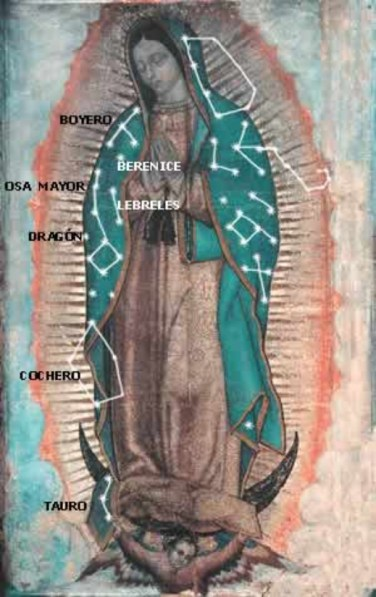
Mise en avant des constellations du ciel mexicain sur le manteau de la Vierge.

Virgil Elizondo écrit que l'image avait également plusieurs niveaux de signification pour les peuples autochtones du Mexique, qui associaient son image à leurs divinités polythéistes, ce qui contribuait encore à sa popularité,. Son manteau bleu-vert était la couleur réservée au couple divin Ometecuhtli et Omecihuatl ; sa ceinture est interprétée comme un signe de grossesse ; et un glyphe en forme de croix, symbolisant le cosmos et appelé nahui-ollin, est inscrit sous la ceinture de l'image,. Elle s'appelait « mère de maguey », à l'origine de boisson sacrée du pulque. Pulque était également connu comme « le lait de la Vierge ». Les rayons de lumière qui l'entourent représentent également des épines maguey.
Les « ailes d'aigle », au dessus de l'ange, font référence à la mythologie aztèque, où l'aigle triomphe du serpent.

## Historique

### Translations et protection de l’œuvre
D'après la tradition, la précieuse image est reçue au XVIe siècle par l'évêque Juan de Zumárraga et installée dans son oratoire personnel. Après quelques jours où une foule nombreuse se rend quotidiennement à l'évêché pour y admirer l'image, celle-ci est officiellement déplacée et installée dans la cathédrale de la ville pour pouvoir y être admirée plus facilement. Une première petite chapelle (ou oratoire suivant les sources) est immédiatement mise en construction au pied de la colline de Tepeyac. Le jour de Noël, la construction est terminée et le 26 décembre, l'image est officiellement transportée, dans une grande procession festive, jusqu'à sa nouvelle demeure. Le voyant Juan Diego Cuauhtlatoatzin, s'installe à côté (dans un ermitage) et en assure la garde, tout en enseignant les pèlerins qui se rendent nombreux sur ce lieu de dévotion.
En 1609, l'archevêque Juan Pérez de la Serna décide la construction d'une nouvelle église pour accueillir la relique. Ce sera l'église Artesonado (es). Les travaux sont terminés en 1622 et l'image de Notre-Dame de Guadalupe est officiellement installée dans la nouvelle construction,. En 1647, l'image est mise sous vitre pour la protéger de l'humidité et de la fumée des cierges.

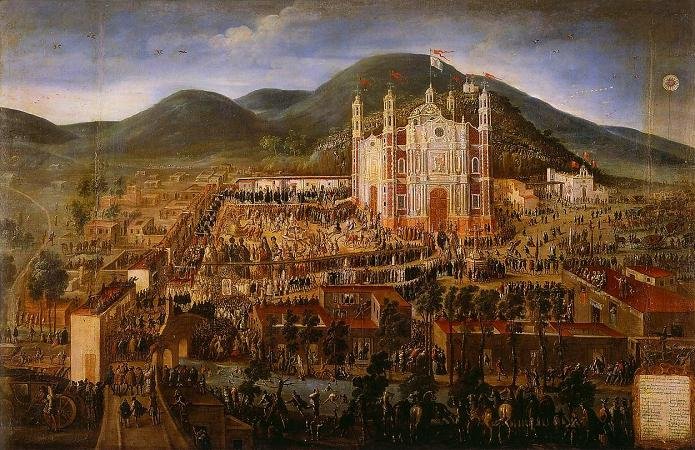
Translation de l'oeuvre en 1709, dans la nouvelle église. Manuel Arellano, 1709.

En 1694, la décision est prise de construire une nouvelle église, plus vaste, pour accueillir la relique. Une extension est réalisée dans l'église des indiens (déjà existante) pour qu'elle puisse accueillir la relique durant les travaux de construction,. La translation de la relique se déroule le 30 décembre 1694. La construction (l'église s'appelle aujourd'hui Temple expiatoire du Christ-Roi) se termine en 1709, et le 30 avril 1709, l'image de la Vierge est translatée dans sa nouvelle église. La relique est installée dans un reliquaire en cristal avec un cadre d'or et d'argent. L'image est placée au-dessus de l'autel, dans le cœur, sous un immense baldaquin. La place située devant l'église peut accueillir un demi million de personnes.
En 1791, un orfèvre travaillant au nettoyage du cadre en argent avec de l'acide muriatique, verse accidentellement des gouttes de la solution acide sur le côté droit supérieur de l'image. Cet acide aurait dû ronger le tissu et faire un trou mais il n'a laissé que des taches dont la marque est encore visible,.

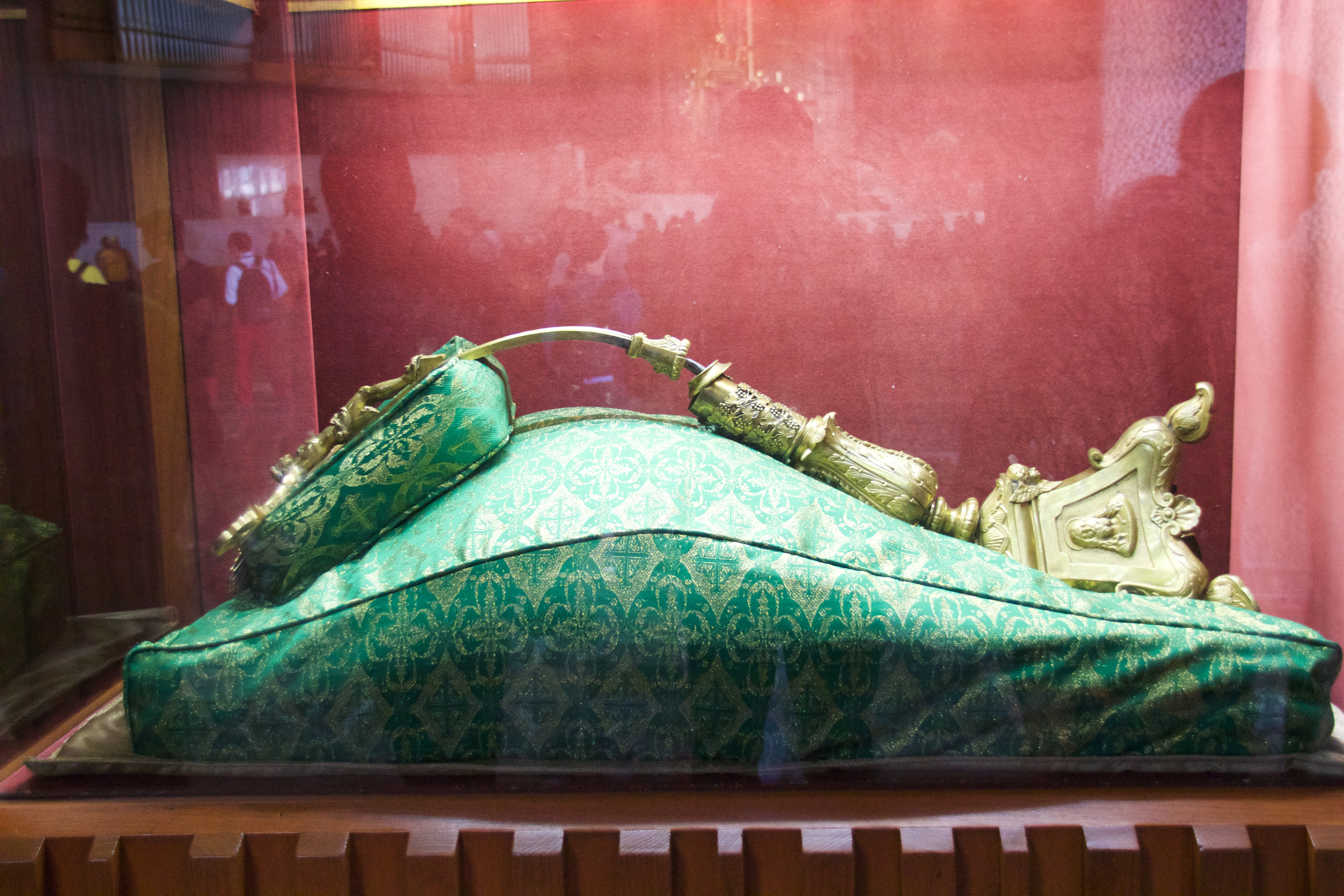
Le crucifix tordu par l'explosion, aujourd'hui exposé au musée.

Le 14 novembre 1921, une bombe dissimulée dans un panier de fleurs est posée sous la tilma par un civil anti-catholique. La bombe explose à 10h30 et endommage l'autel de la basilique abritant la précieuse image. La tilma reste indemne. Le nom de l'auteur de l'attentat serait Luciano Perez Carpio, employé comme secrétaire particulier de la présidence. D'autres sources indiquent un jeune anarchiste Lucien Perez,. L'explosion est entendue à 1 km à la ronde, l'image n'a absolument rien, contrairement aux candélabres et aux crucifix de bronze posés sur l'autel. Un crucifix en bronze, courbé par l'explosion, est aujourd'hui conservé au musée du sanctuaire en mémoire de cet événement (l'image restée indemne) considéré comme « miraculeux » par les fidèles. En raison de cet événement, l’image est remplacée par une copie fidèle, et l'originale protégée dans la maison de pieux fidèles. L'image originale est ramenée dans l'église en 1929.
En 1976, l'image est officiellement transférée dans la nouvelle basilique, qui vient d'être construite en remplacement de la vieille basilique. Dans la précédente basilique, l'éclairage par lampes incandescentes et fluorescentes produisait trop d'ultraviolets qui dégradaient les pigments de l'image. L'éclairage de la nouvelle église est prévue pour pallier cette problématique.
En 1982, le cadre d'or et d'argent fixé autour de l'image est retiré. Il est remplacé par un nouveau cadre en cèdre. Le cadre actuel (en bronze doré) est équipé d'une vitre pare-balle et d'un système de régulation de la température et de l'humidité.

### Vénération et dévotion officielle
En 1629, la ville de Mexico subit de grosses inondations, les autorités civiles et religieuses organisent un temps de prière et une procession dans la ville inondée, décrochant l'image de son église et promenant, en barque, l'image de la Vierge dans la ville inondée, afin que celle-ci « protège la ville des inondations ». « L'image de Tepeyac ayant montré son efficacité dans une situation désespérée », la Vierge de Guadalupe devint depuis cette date, la principale protectrice de la ville face à ce fléau,.
En 1737, les échevins de la ville de Mexico et les chapitres civils et ecclésiastiques, au nom de la nation mexicaine, prêtent serment officiellement devant l'image de la Vierge, faisant de tout le peuple mexicain le serviteur de Notre-Dame de Guadalupe, demandant à la Vierge de les protéger contre les épidémies de peste (récurrentes dans le pays). À la suite de cet événement, l'art et la littérature mexicaine vont exprimer « une interminable action de grâces » à la Vierge.

### Restaurations et retouches de l'image
Certains scientifiques estiment qu'au XVIe siècle et probablement jusqu'au début du XVIIe siècle, l’image a été modifiée ou retouchée en ajoutant (ou restaurant) certains éléments comme la mandorle solaire autour de la Vierge, les étoiles sur son manteau, la lune à ses pieds et l’ange a été restauré (ou ajouté). L'étude infrarouge et oculaire du tilma en 1979 confirme ces hypothèses,. Les scientifiques ayant fait des études sur l'image ne s'accordent pas pour dire si « l'intégralité de l’œuvre a été une création humaine », ou si de simples éléments ponctuels ont fait l'objet d'une ajout et/ou d'une tentative de restauration. Les scientifiques s'accordent pour dire que la peinture de l’œuvre ne montre pas de trace d'écaillement ou d'altération, sauf dans les zones qui ont été retouchées postérieurement.
La suppression de la couronne sur la tête de la Vierge à la fin du XIXe siècle est historiquement attestée.

#### La couronne
Il n'existe aucun document écrit du XVIe siècle décrivant l'image et précisant la présence ou non d'une couronne sur la tête de la Vierge sur l'image originale « reçue par l'évêque en 1531 » (selon la tradition catholique). Dans leur grande majorité, les représentations picturales (peintures, gravures) de l'image de Notre-Dame de Guadalupe, réalisées aux XVIIe et XVIIIe siècles représentent la Vierge avec une couronne à dix pointes sur la tête. Certains rares documents, présentent cette même image « sans la couronne ».

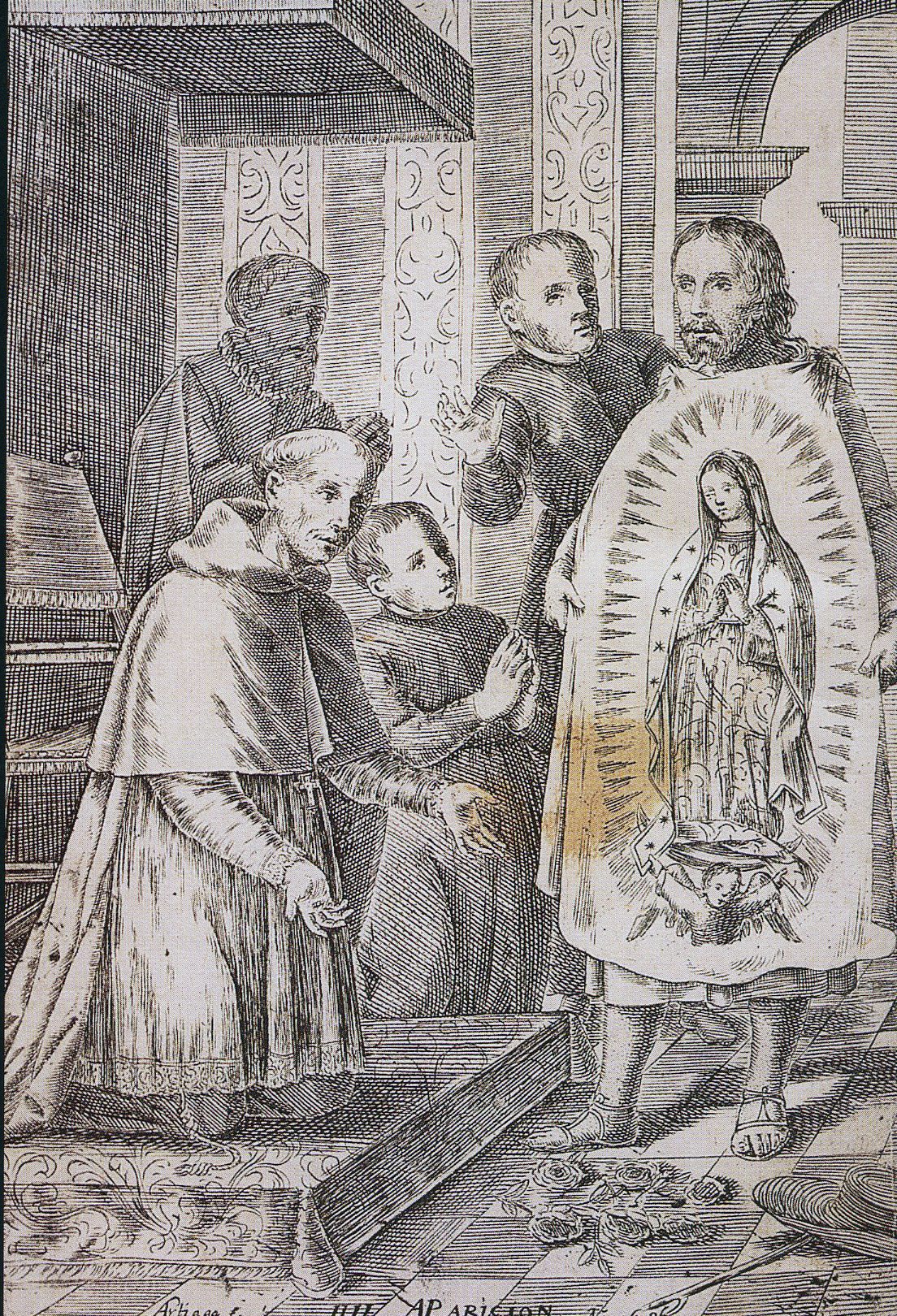
Gravure du XVIIe siècle du miracle de l'image, sans la couronne
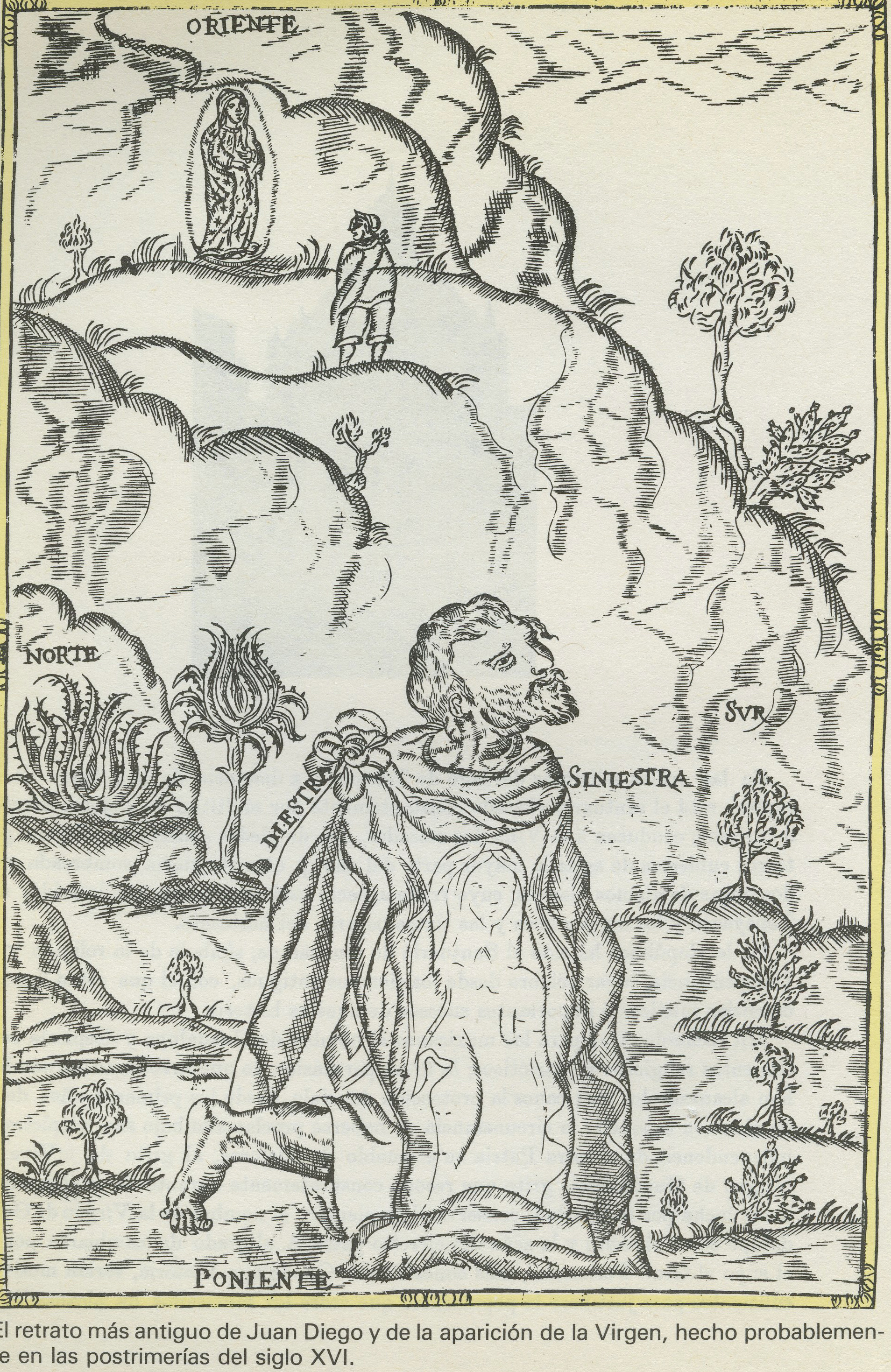
Gravure du XVIe siècle des apparitions de la Vierge, sans la couronne
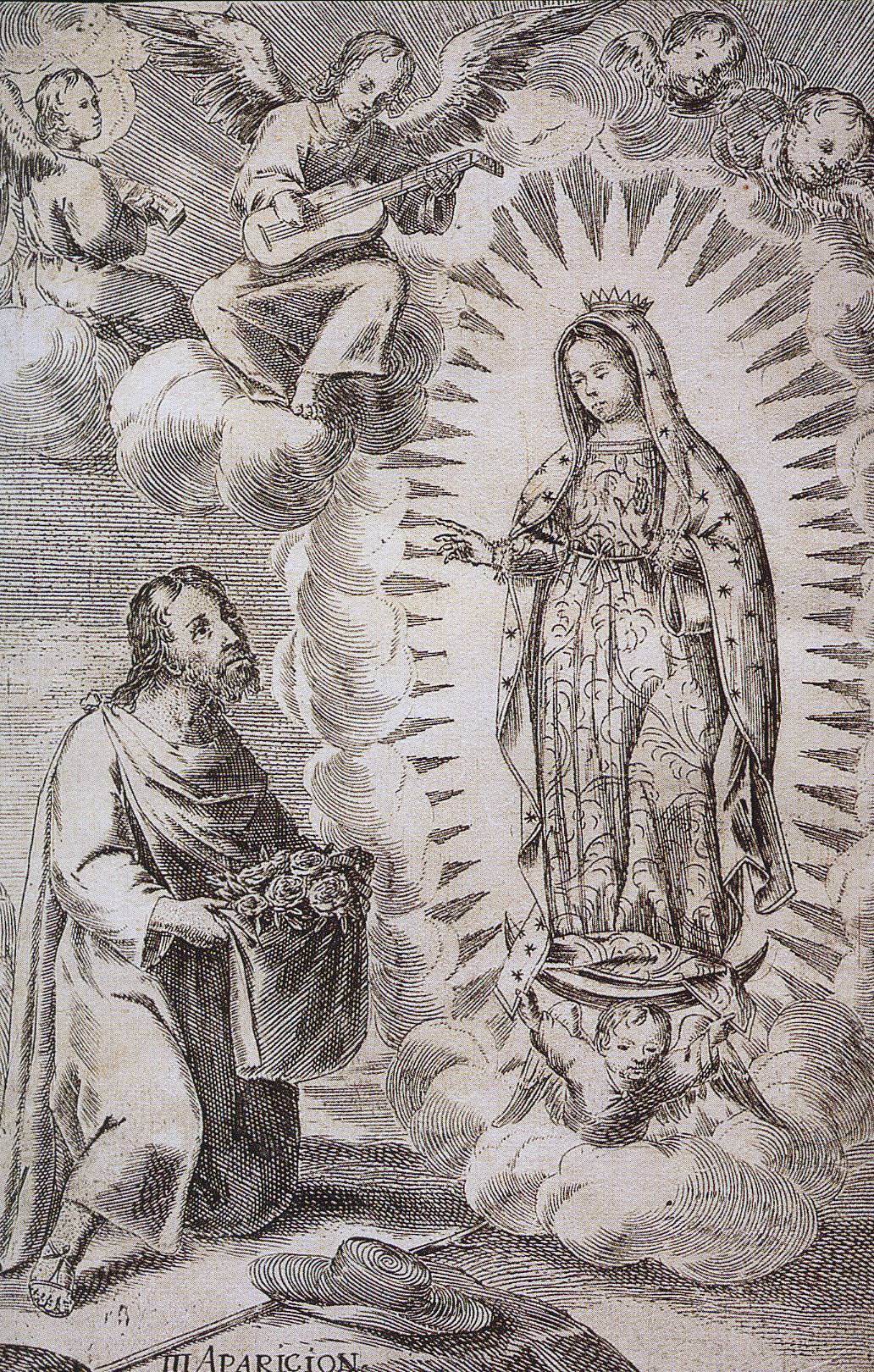
Gravure du XVIIe siècle de la Vierge de Guadalupe avec une couronne
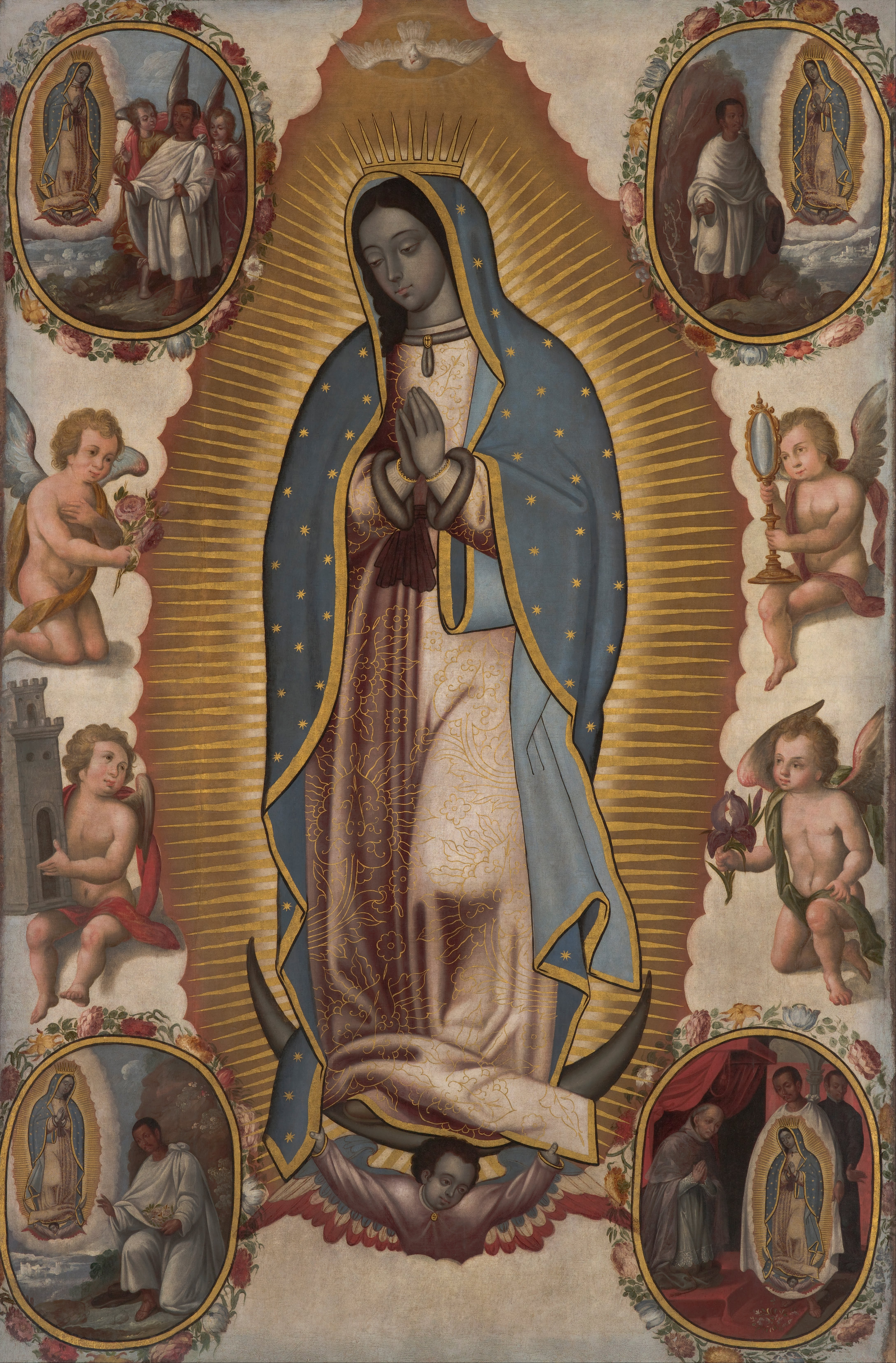
Peinture de la Vierge (vers 1700), avec la couronne
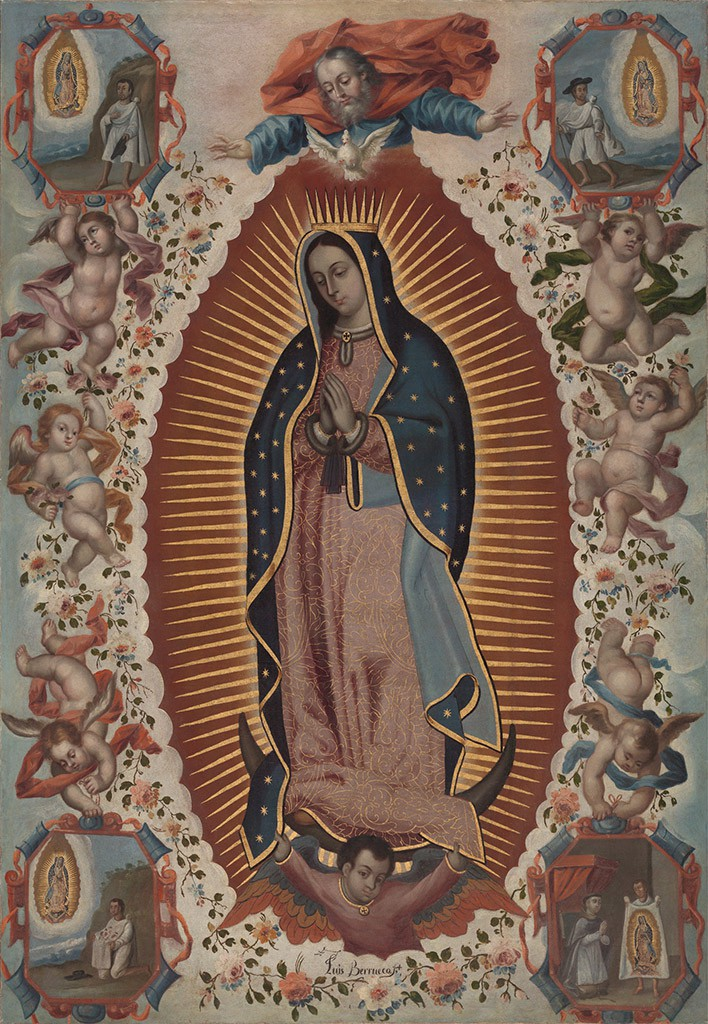
Tableau de Luis Berrueco, milieu XVIIIe siècle, avec couronne
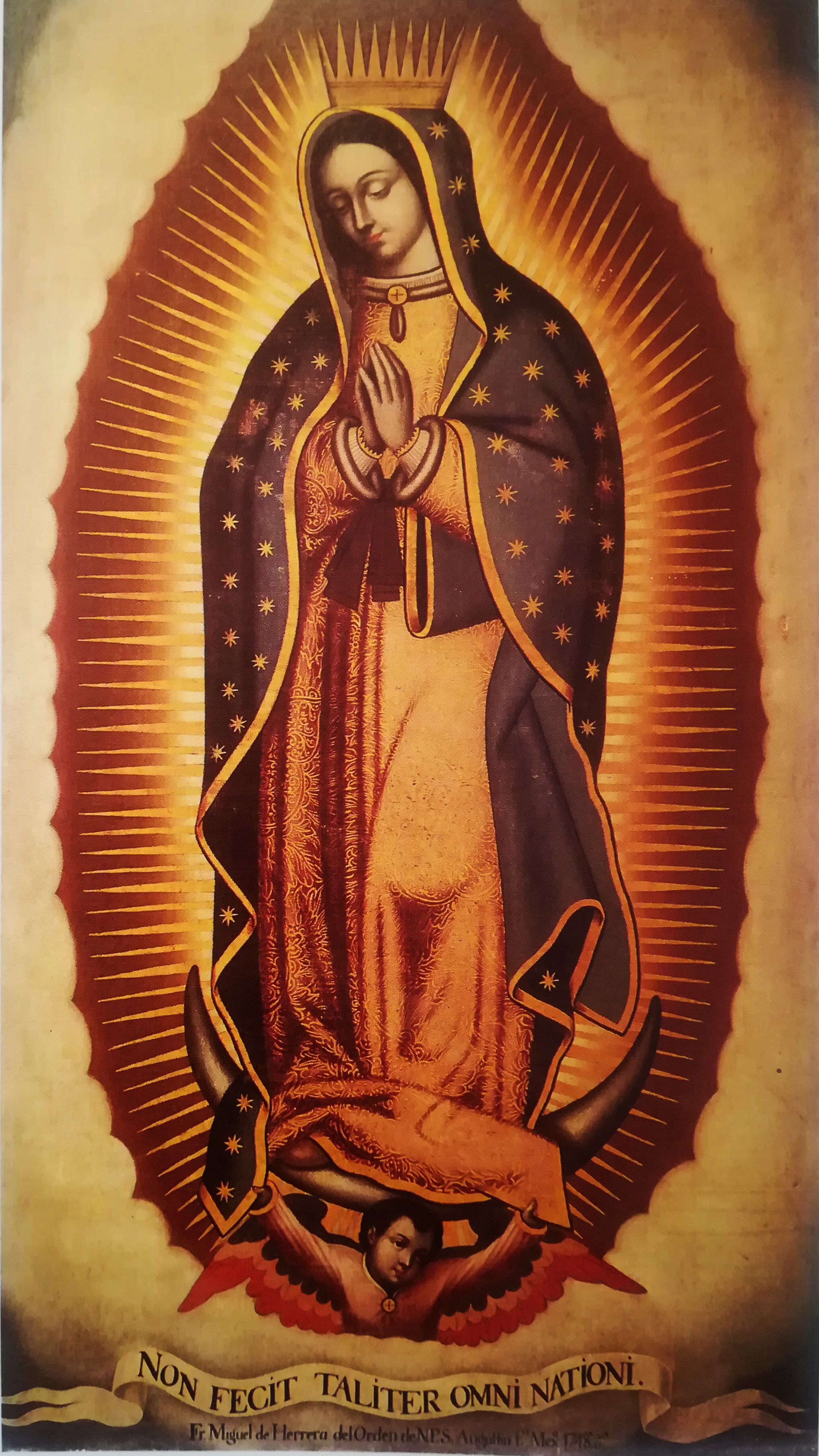
Tableau du XVIIIe siècle, avec couronne

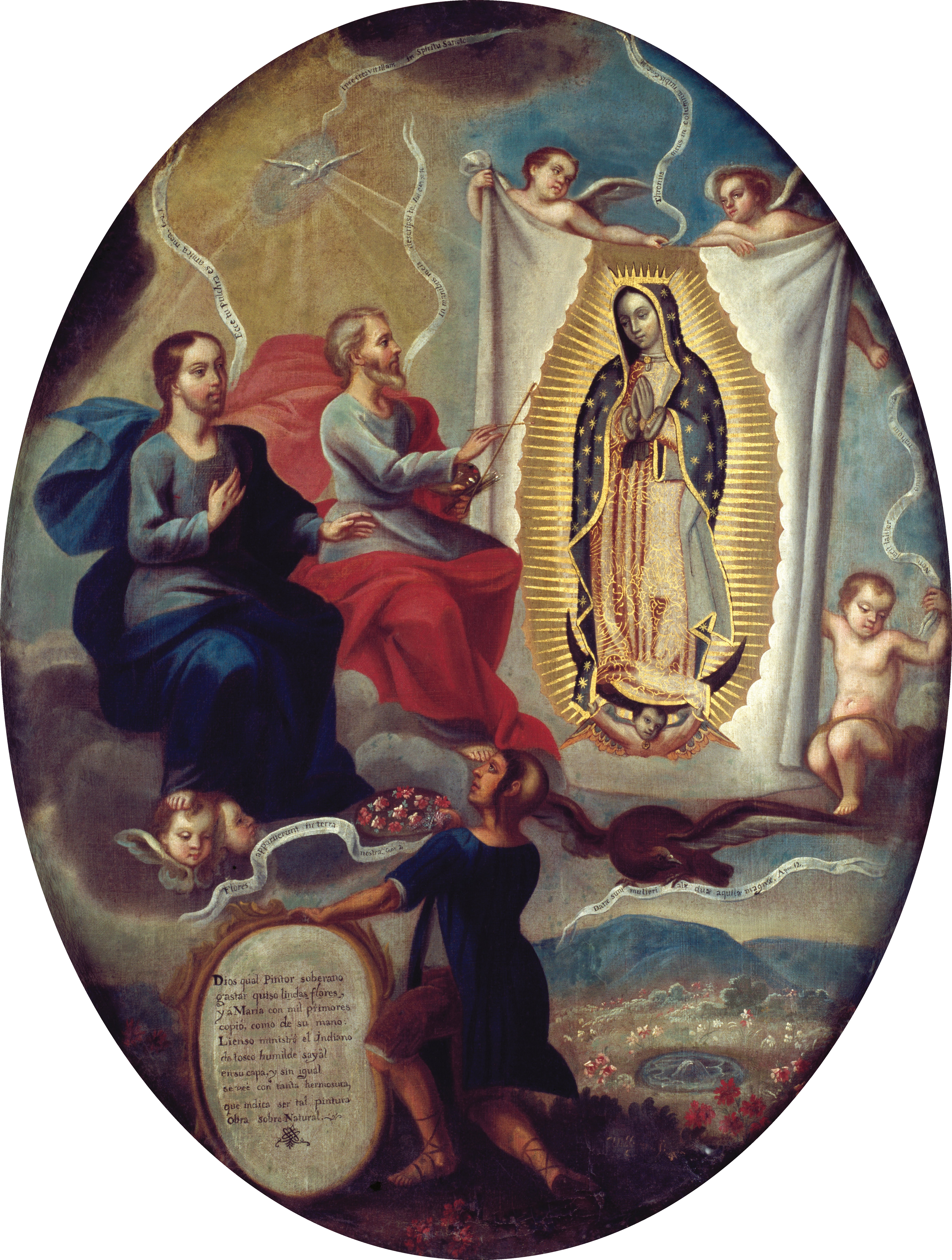
El Padre Eterno pintando a la virgen de Guadalupe, tableau attribué à Joaquín Villegas (XVIIIe siècle)

Du XVIe siècle à la fin du XIXe siècle l'image de la Vierge (l'image originale, exposée dans les chapelles successives et puis la basilique) portait une couronne à 10 pointes sur la tête, mais celle-ci disparait entre 1887 et 1888. Le changement a été remarqué pour la première fois le 23 février 1888, lorsque l'image a été transférée dans une église voisine. Ce « retrait de la couronne » intervient en pleine crise liée au projet de « couronnement de l'image de la Vierge » porté par le père Antonio Plancarte y Labastida. Celui-ci voulait depuis plusieurs années faire obtenir du pape un couronnement canonique de l'image de la Vierge de Guadalupe. Ce projet avait amené une vive critique et réaction dans la presse de la part des milieux libéraux et anti-catholiques, tout en cristallisant également des résistances dans les milieux catholiques et cléricaux,, d'autant que le projet ne se limitait pas à un simple « couronnement », mais intégrait une large collecte de fonds pour financer la couronne, ainsi qu'une rénovation et remise à neuf de la collégiale et la réalisation d'une cérémonie somptueuse.
Le peintre Rafael Aguirre a avoué sur son lit de mort que Plancarte avait demandé à son maître José Salomé Pina de retirer la couronne sur le tableau. Cela a peut-être été motivé par le fait que la peinture dorée était en train de se décoller de la couronne, la laissant ainsi délabrée. Le père Plancarte a toujours nié avec force la disparition de la couronne, et en réponse aux critiques, il a déclaré que « la couronne n'a jamais existé mais que c'est comme si "Dieu l'avait peinte et ensuite, Il l'avait retiré" ». Cette « disparition de couronne » a entrainé un large émoi et de nombreuses réactions.
Selon l'historien David Brading (en), « la décision de supprimer plutôt que de remplacer la couronne s'inspirait sans doute du désir de "moderniser" l'image et de renforcer sa ressemblance avec les images de l'Immaculée Conception du XIXe siècle exposées à Lourdes et ailleurs ... Ce qui est rarement mentionné, c'est que le cadre entourant la toile a été ajusté pour ne laisser presque aucun espace au-dessus de la tête de la Vierge, obscurcissant ainsi les effets de l'effacement ».
Le 8 février 1887 (une année avant l'effacement de la couronne), une bulle papale de Léon XIII autorisant le couronnement canonique de l'image avait été publiée. La nouvelle couronne est installée sur l'image au cours d'une cérémonie solennelle le 12 octobre 1895,.

#### La lune et les rayons solaires
Sur la lune, un ajout de couleur argentée a été réalisé. Celui-ci s'est décoloré et terni, disparaissant presque totalement aujourd'hui. Quelques traces de pigmentation argentés sur la lune sont encore observables.
Les rayons solaires ont eux aussi été « renforcés » par un placage de feuille d'or, qui se sont décollées. Quelques traces de doré subsistent encore dans certains rayons solaires.

#### Le nuage et l'ange
Selon le Professeur Ramon Sanchez Flores, un document dans les Archives Générales de la Nation de Mexico daté de 1540, indique que le peintre Marco a retouché l'image originale, d'après le livre du père Gabino Chavez, La aparicion Guadalupana demostrade de 1896, p. 16 « puis, ce peintre [Marcos] fut appelé pour peindre le nuage et le chérubin qui ont été placés autour de l'image aux premiers temps de l'apparition ».

## Études scientifiques et conclusions

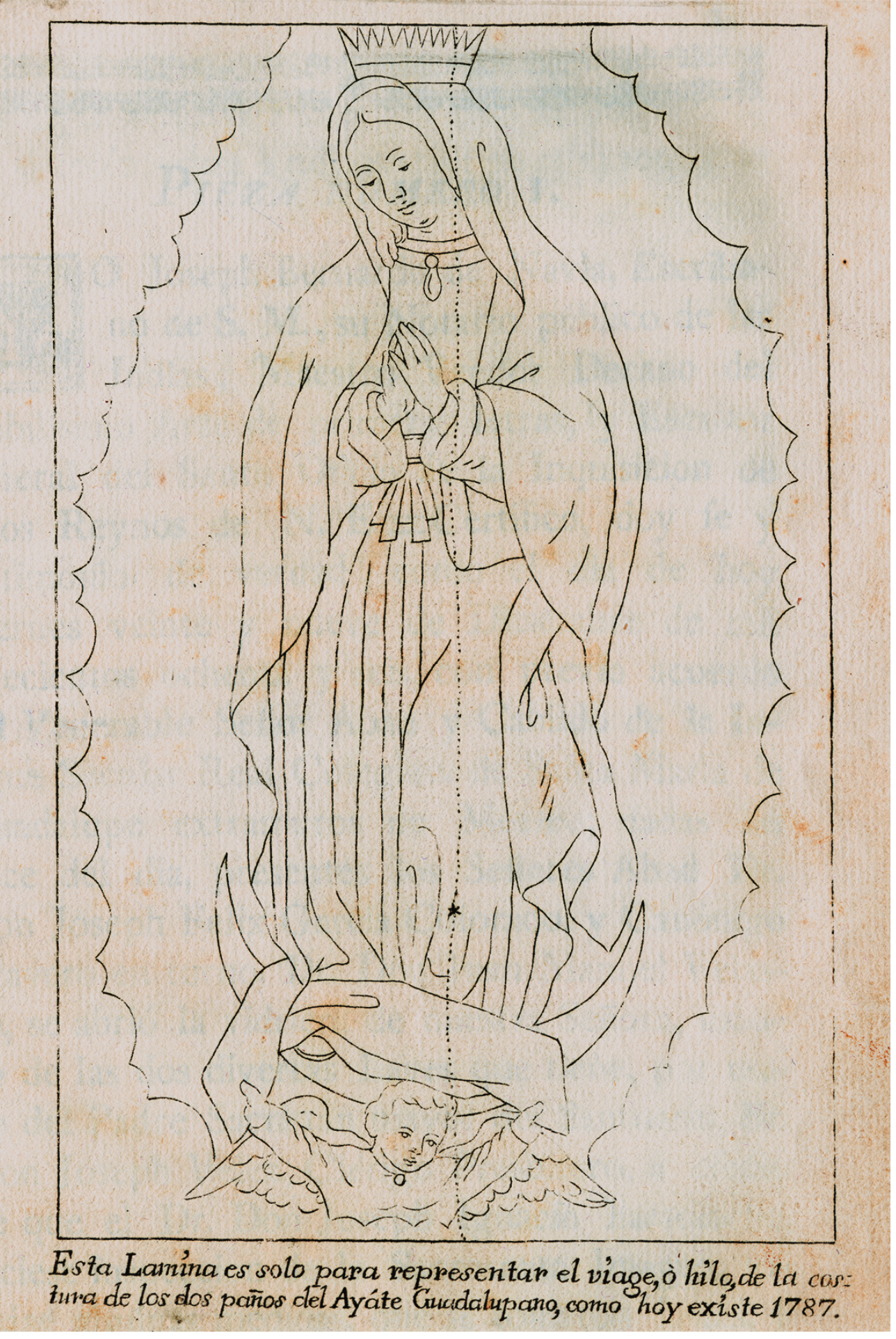
Dessin montrant l'une des premières analyses de guadalupanos dans lesquelles il est étudié comment il était possible de façonner la vierge lorsque l'ayate est coupé en deux et jointée avec un fil.

### Image faite de peinture ou non?

#### Premières études
Les peintres qui examinent l’œuvre le 13 mars 1666 (dans le cadre de l'enquête menée par l’Église) déclarent : avoir observé tant l'endroit que l'envers et ne pas pouvoir en déterminer si elle est faite à la détrempe ou à l'huile, « car il semble que l'un et l'autre, et ce n'est pas ce qu'il semble, car Dieu seul connaît le secret de cette œuvre ».
Le 30 avril 1751, un groupe de peintres examine l'image, dont Miguel Cabrera, José de Ibarra (es), Patricio Morlete Ruiz et Manuel Osorio. Miguel Cabrera publie les résultats de cette étude dans Maravilla Americana (en).
Au XVIIIe siècle, le docteur José Ignacio Bartolache, tente de reproduire l’œuvre sur un tissu identique à l'original. Il fait tisser plusieurs toiles de fibres différentes et peindre une copie de l’œuvre avec les techniques utilisées au milieu du XVIe siècle. Malgré une protection sous verre des différentes toiles, celles-ci ne résistent pas plus d'une quinzaine d'années dans le climat humide de Mexico.

#### Études modernes
Le biochimiste Richard Kuhn a analysé en 1936 un échantillon du tissu et annoncé que les pigments utilisés ne provenaient d'aucune source connue, qu'elle soit animale, minérale ou végétale,,,.
En 1946, une analyse des fibres du support par l'Institut de Biologie de l'Université Nationale de Mexico montre que c'est une fibre d'agave dont le support ne dure qu'une vingtaine d'années.
En 1978, Rodrigo Franyutti compare des photographies de l'originale en 1923 et d'autres en 1931 et découvre des différences sur le visage de la Vierge. Il en conclut que sur l'intervalle, l'image a subi des retouches.
En 1979, frère Bruno Bonnet-Eymard et François Delaport étudient l'image et confirment la trace de modifications humaines, mais le manteau bleu et la tunique paraissent inaltérés et sans trace de préparation ni de vernis.
En 1979 et 1981 : Philip Serna Callahan réalise des photos infrarouges, étude minutieuse de l'image : ils déclarent que l'image est « inexplicable », mais qu'il y a des traces d'ajout et de modifications faites de main d'homme. Les travaux sont publiés en 1981 par Faustino Cervantes Ibarrola. Leur étude met en avant un phénomène optique d'iridescence de la surface de l'image, technique non reproductible en peinture.
Le photographe Jesus Catano fait une série de photographies utilisant différents filtres pour séparer les couleurs, et Manuel Garibi Tortolero utilise les photographies pour déterminer les diverses zones de l'image ayant fait l'objet de retouches et les différencier des zones originales. Le résultat de l'étude n'a jamais été publié, le travail étant resté à l'état de notes personnelles.
Luis Nishizawa, professeur de la Escuela Nacional de Artes Pasticas à l'UNAM mène une étude sur l'image. À l'issue, il déclare que le visage de la Vierge est un visage « vivant », il précise : « le visage de la Vierge est magnifique, il ne s'est jamais vu quelque chose de semblable à la limite de la technique ». Avis de tous les participants, l'image est bien datée du début du XVIe siècle, sans aucun doute, utilisation de multiples techniques, sans aucun ordre comme cela est le cas d'un peintre qui aurait étudié dans une école des arts. Le merveilleux de l'image est qu'elle est pleine de perfection et de beauté. Dans son livre, Chiron ajoute « les couleurs elles-mêmes, pour l'essentiel, ne sont pas passées ».
Le docteur Philip Serna Callahan, qui a photographié l'image sous une lumière infrarouge, a déclaré à partir de ses photographies que des parties du visage, des mains, de la robe et du manteau avaient été peintes en une étape, sans croquis ni correction, ni coup de pinceau visible.
La technique de la peinture sur tissu avec des pigments hydrosolubles (avec ou sans apprêt ou broyé) est bien attestée au XVIe siècle. Le liant utilisé est généralement de la colle animale ou de la gomme arabique (voir: l'article détrempe). Une telle technique est dénommée, dans la littérature, de différentes manières en tant que tüchlein ou sarga,. Les peintures de tüchlein sont très fragiles et ne se conservent pas bien dans le temps. Dans le cas de l'image de la Vierge de Guadalupe, l'intensité des couleurs et l'état de conservation de la tilma sont donc très bons.

#### Comparaison d'études publiées
Certains critiques font remarquer que ni le tissu (« le support »), ni l'image (avec « la tilma »), n'ont été analysés à l'aide de la gamme complète des ressources maintenant disponibles pour les conservateurs de musée. Quatre études techniques ont été menées jusqu'à présent. Parmi celles-ci, les résultats d'au moins trois ont été publiés. Chaque étude nécessitait l'autorisation des gardiens de la tilma (de la basilique). Cependant, l'étude de Callahan a été réalisée à l'initiative d'une tierce partie : les religieux ne savaient pas à l'avance ce que ses recherches révéleraient.
Dans la suite de l'article, les auteurs des études seront désignés par leurs initiales :
- MC - en 1756, un artiste reconnu, Miguel Cabrera, publia un rapport intitulé Maravilla Americana[43], contenant les résultats des inspections oculaires et manuelles effectuées par lui et six autres peintres en 1751 et 1752[44].
- G - José Antonio Flores Gómez, restaurateur d’art, a discuté dans un entretien avec le journal mexicain Proceso en 2002 de certaines questions techniques relatives au tilma. Il y avait travaillé en 1947 et en 1973[45].
- PC - en 1979, Philip Callahan (biophysicien, entomologiste de l’USDA, consultant de la NASA) spécialisé dans l’imagerie infrarouge, était autorisé à accéder directement à une inspection visuelle et à une photographie de l’image. Il a pris de nombreuses photographies infrarouges du devant du tilma. Prenant des notes qui ont par la suite été publiées, son assistant a noté que l'œuvre d'art originale n'était ni fissurée ni floconnée, tandis que des ajouts ultérieurs (feuille d'or, placage d'argent sur la lune) présentaient de sérieux signes d'usure, voire une détérioration complète. Callahan n'a pas pu expliquer l'excellent état de conservation des zones non retouchées de l'image sur le tilma, en particulier les deux tiers supérieurs de l'image. Ses découvertes, accompagnées de photographies, ont été publiées en 1981[46],[47].
- R - En 2002, Proceso a publié une interview de José Sol Rosales, ancien directeur du Centre pour la conservation et la liste des artefacts du patrimoine (« Patrimonio Artístico Mueble ») de l'Institut national des beaux-arts (es) (INBA) de la ville de Mexico. L'article contenait des extraits d'un rapport rédigé par Rosales en 1982 sur les résultats de son inspection du tilma cette année-là à l'aide d'un ratissage et d'une lampe à ultraviolets. Cela a été fait à faible grossissement avec un stéréomicroscope du type utilisé pour la chirurgie[48].

#### Résumé des conclusions
Note: « contre » indique une conclusion contraire sur une autre étude.
- Support de toile : La matière du support est douce au toucher (MC: « presque soyeuse » ; G : « quelque chose comme du coton »), mais elle suggère à l’œil un tissage grossier de fils de palmier appelé « pita » ou de la fibre brute appelée « cotense » (pour MC), ou un mélange de chanvre et de lin (pour R). Le tissu était traditionnellement considéré comme étant fabriqué à partir d'ixtle, une fibre d'agave.
- Sous-couche ou amorce: R a confirmé (MC et PC sont contre) par un examen oculaire que la tilma avait une couche d'amorce, mais que cette couche était « appliquée irrégulièrement ». R ne précise pas si son application « irrégulière » observée implique que la totalité de la tilma a été apprêtée, ou uniquement certaines zones (telles que les zones de la tilma extrinsèques à l'image) pour lesquelles PC a convenu que l'on a procédé à des ajouts ultérieurs. MC a alternativement observé que l'image s'était infiltrée dans le tissu, jusqu'au verso de la tilma[49].

- Détail du visage : Il y a une décoloration sur la partie supérieure de la tête, où une couronne aurait été présente à un moment donné. Cette décoloration est maintenant masquée par un recadrage (au plus près) pour des raisons inconnues.
- Sous-dessin : PC a affirmé qu'il n'y avait pas de sous-dessin[N 12].
- Pinceau : R a suggéré (PC est contre) qu'il y avait des traces de pinceau visible sur l'image originale, mais dans une zone infime de l'image (« ses yeux, y compris les iris, ont des contours apparemment appliqués au pinceau »).
- État de la couche de surface : PC indique que les parties non retouchées de l'image, en particulier le manteau bleu et le visage, sont dans un très bon état de conservation, sans écaillage ou pelage. Les trois inspections les plus récentes (G, PC et R) s’accordent pour dire
  - (i) que des ajouts ont été apportés à l’image : feuille d’or ajoutée aux rayons du soleil (feuilles qui se sont détachées), peinture argentée ou autre matériau placé pour colorer la lune (qui s'est depuis décoloré) reconstruction ou ajout de l'ange soutenant l'image mariale.
  - (ii) que des parties de l'image originale ont été abrasées et retouchées par endroits. Un certain écaillement de la peinture est visible, mais uniquement dans les zones retouchées (principalement le long de la ligne verticale de couture, ou dans des parties considérées comme des ajouts ultérieurs).
- Vernis : La tilma n'a jamais été vernie.
- Produit liant : R a provisoirement identifié les pigments et le produit liant (détrempe) comme étant compatibles avec les méthodes de peinture sargas du XVIe siècle (MC et PC sont contre pour différentes raisons), mais les valeurs de couleur et la luminosité sont en bon état.

### Analyse des étoiles
D'après José Luis Guerrero et Mario Rojas, dans interprétation archéoastronomique moderne basée sur des techniques de projection complexes, la position des étoiles sur la robe de la Vierge, correspond à la position des constellations dans le ciel de Mexico le 12 décembre 1531, qui correspond au solstice d'hiver cette année là (du fait du décalage du calendrier julien),, vues depuis l'espace, et non de la Terre. La lune est également représentée à sa position à cette date, elle était alors en phase de croissant ascendant.

### Analyse des yeux
En 1929 et 1951, des photographes ont affirmé avoir trouvé une figure reflétée dans les yeux de la Vierge. À l'inspection, ils ont déclaré que le reflet avait été multiplié par trois avec ce que l'on appelle l'effet Purkinje, que l'on retrouve couramment dans les yeux humains. Le Dr. Jose Aste Tonsmann, ophtalmologiste, agrandit plus de 2 000 fois l'image des yeux de la Vierge et affirma avoir trouvé non seulement le personnage unique susmentionné, mais également des images de tous les témoins présents lors de la première révélation de la tilma devant Juan de Zumárraga en 1531, plus un petit groupe familial composé d'une mère, d'un père et d'un groupe d'enfants, au centre des yeux de la Vierge, soit quatorze personnes au total,,.
Le premier personnage révélé par le Dr Tonsmann est un indigène assis avec les jambes croisées, comme le faisaient à cette époque les Mexicains.
Ensuite, fut mis en évidence l'évêque Zumárraga, dont le profil correspond parfaitement aux tableaux le représentant.
Juan Diego fut ensuite identifié, portant un manteau autour du cou.
Il découvrit ensuite successivement une femme, l'interprète Juan Gonzales, un père et une mère avec deux enfants, et un second couple dont la femme porte un enfant sur l'épaule.
Tous ces personnages sont visibles dans chacun des deux yeux. Ce n'est pourtant pas une image identique dans chaque œil, l'image respectant la distorsion due au décalage des yeux, nous permettant de voir en trois dimensions.

### Œuvre humaine ou miraculeuse?
Les scientifiques, et les commentateurs qui reprennent les résultats des études se déchirent sur le sujet. Les résultats d'analyse étant parfois en contradiction, l'utilisation de l'un ou l'autre résultat, et sa généralisation, permettent de tirer des conclusions pouvant être diamétralement opposées. Exemple :
- pour la nature du tissu : une analyse en 1946 sur des fragments de tissu indiquent que le tissu est tissé de fibres d'agave. Mais l'analyse optique du tissu faite par José Sol Rosales en 1982 indique plutôt un mélange de lin et de coton[G 11]. Les tissus en agave ne sont pas stables dans le temps (durée de vie 15 à 20 ans) alors que ceux en lin et coton sont très stables dans le temps.
- la « peinture » et la « sous-couche » : José Sol Rosales indique avoir observé des traces de pinceau et la présence de sous-couche de peinture. Les autres études s'accordent pour dire que l'image a été « retouchée » sur certaines zones. Philip Callahan estime que de larges zones n'ont « jamais été retouchées » et sont en très bon état. Il n'y a pas de consensus sur la portion de l'image qui aurait fait l'objet de reprise (retouches ou tentatives de restaurations/reconstructions), et il est difficile de trouver une estimation chiffrée du pourcentage de l'image qui est considéré (par les uns ou les autres) comme étant « non retouché par l'homme » ou « visiblement l’œuvre d'une artiste humain ».

Ajouté à ces exemples, le fait que des modifications sont attestées et font l'objet d'un consensus (suppression de la couronne sur la tête, feuilles d'or sur les rayons du soleil, peinture argentée sur la lune), tout cela amène certaines personnes à tirer des conclusions diamétralement différentes :
- l'intégralité de l'image est une œuvre humaine réalisée au XVIe siècle[45],[48]
- l'image originale sur la tilma est « n'est pas humainement explicable », mais elle a fait l'objet (à posteriori) de retouches/restaurations humaines[G 12],[N 13]

Les historiens eux aussi sont divisés, entre ceux qui reprenant quelques écrits anciens, dont les auteurs sont même des religieux catholiques, contestant l'authenticité des apparitions et de « l'image miraculeuse de la Vierge »,, et ceux qui s'appuyant sur le Nican mopohua,, et le Codex Escalada,, reconnaissant ces documents authentiques et datés d'une vingtaine d'années après les faits, attestent de l'authenticité des documents et de leur récit (et donc de leur valeur historique, et par extension, de leur « caractère de preuve » pour les apparitions et le caractère miraculeux de l'image).
Ainsi, les critiques ou scientifiques qui reprennent les arguments des uns ou des autres, peuvent arriver à des conclusions diamétralement opposées, tout en ayant leur analyse étayée d'études scientifiques de haut niveau, et par des scientifiques reconnus.

## Contestations

### Par des membres du clergé

#### AuXVIesiècle

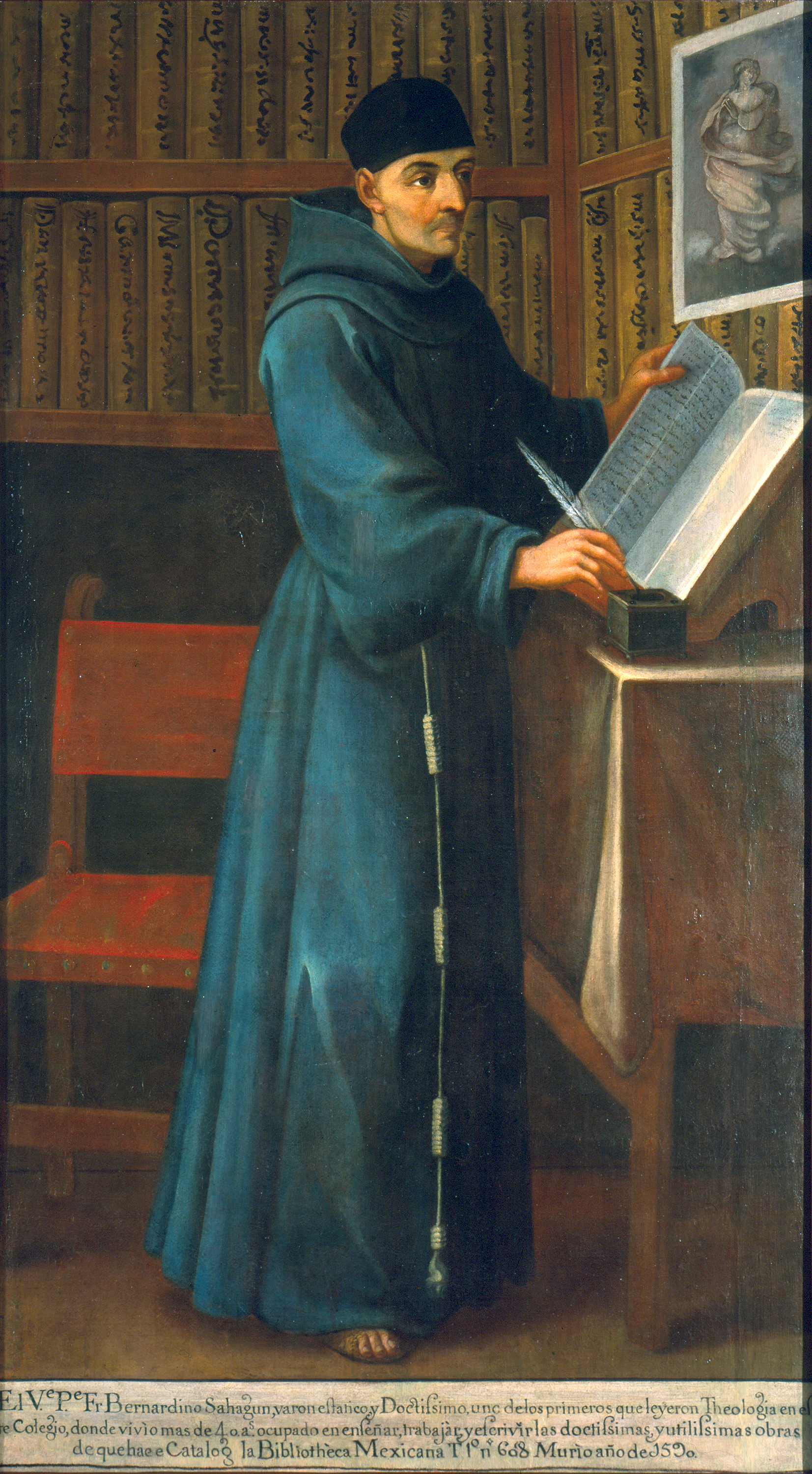
Bernardino de Sahagún (1499-1590).

En 1556, le frère franciscain Francisco de Bustamante s'oppose à l'évêque de Mexico Alonso de Montúfar concernant la dévotion à l'image de la Vierge installée dans l'ermitage de Tepeyac dont les moines de son ordre ont la charge. En effet, Bustamante reproche aux fidèles indigènes de considérer la Vierge de Guadalupe comme une déesse et de l'adorer. Il ajoute que les indigènes (peu formés) considèrent l'image comme « miraculeuse » et source de miracles, et qu'ils sont très dépités s'ils n'obtiennent pas le « miracle attendu ». Le franciscain estime également que les dons faits par les fidèles devraient être redistribués aux pauvres plutôt que de servir à agrandir (et embellir) l'édifice. Enfin, Bustamante affirme que l'image n'est pas « d'origine miraculeuse », car elle aurait été peinte par un Indien Marcial de Contreras,. Ce conflit entre les deux hommes (l'évêque soutient la dévotion à la Vierge de Guadalupe), s'intègre dans un conflit plus large entre les deux ordres mendiants franciscains et dominicains (Alonso de Montúfar est un frère dominicain). L'évêque fait mener une enquête sur les déclarations et sermons du franciscain (et non sur les accusations qu'il porte envers la Vierge de Guadalupe et sa dévotion). Cette enquête est interrompue par la mort de l'évêque. Le document, oublié, est retrouvé en 1846. Ce document, ne faisant ni référence à Juan Diego, ni aux « apparitions de la Vierge », ni au caractère « miraculeux de l'image vénérée », est utilisé par les détracteurs de l'image de Guadalupe pour affirmer qu'il s'agit bien d'une « image peinte par un Indien » (comme l'a affirmé Francisco de Bustamante). Or pour l'historien Stafford Poole (en), même si cette information était avérée, « dans l'état présent des connaissances [historiques] il faut traiter avec précaution [cette déclaration]. »,.
Montúfar met fin à la garde franciscaine du sanctuaire. À partir de ce moment, le sanctuaire est gardé et desservi par des prêtres diocésains sous l'autorité de l'archevêque. En outre, Montúfar autorise la construction d'une église beaucoup plus grande à Tepeyac, dans laquelle la tilma est ensuite transférée et exposée.
À la fin des années 1570, l'historien franciscain Bernardino de Sahagún dénonce le culte de Tepeyac et l'utilisation du nom « Tonantzin » ou l'appellation de « Notre-Dame » dans une digression personnelle de son Histoire générale des choses de la Nouvelle-Espagne. Dans la version connue sous le nom de codex florentin, il écrit :« À cet endroit [Tepeyac], [les Indiens] avaient un temple dédié à la mère des dieux, qu'ils ont appelée Tonantzin, ce qui signifie Notre Mère. Là, ils ont accompli de nombreux sacrifices en l'honneur de cette déesse ... Et maintenant qu'une église de Notre-Dame de Guadalupe y a été construite, ils l'ont également appelée Tonantzin, motivée par les prédicateurs qui ont appelé Notre-Dame, la Mère de Dieu, Tonantzin. Bien que l’on ne sache pas avec certitude d’où le début de Tonantzin, mais nous savons avec certitude que, depuis son premier usage, le mot fait référence à l’ancien Tonantzin. Et cela était considéré comme quelque chose à quoi il faudrait remédier, car ils avaient le nom [natif] de la Mère de Dieu, Sainte Marie, au lieu de Tonantzin, mais Dios inantzin. Il semble que ce soit une invention satanique de dissimuler l'idolâtrie sous la confusion de ce nom, Tonantzin ».
Les critiques de Sahagún à l'égard du groupe autochtone semblent être principalement liées à sa préoccupation concernant une application syncrétiste du nom autochtone de Tonantzin à la « Vierge Marie catholique ». Sahagún utilisa souvent (lui aussi) ce même nom de « Tonantzin » dans ses propres sermons jusque dans les années 1560.

### Par des historiens
En 1779, Juan Bautista Muñoz (es) est chargé par le roi d'écrire une « histoire du Nouveau Monde », il compulse toute une série de documents originaux et d'archive afin de rédiger son œuvre « historico-critique ». Celle-ci est publiée en 1817, après sa mort. Dans ce long travail, il écrit un « Mémoire sur les apparitions et le culte de Notre-Dame de Guadalupe de Mexico ». Rejetant les publications et écrits en nahualt (le Huei tlamahuiçoltica et le Nican mopohua),, et s'appuyant sur l'absence d'écrits historiographiques (espagnols) contemporains et postérieurs à 1531, il argumente sa thèse d'un récit apparitionniste construit au XVIIe siècle, accusant même certains auteurs d'avoir construit et rédigé de « faux documents » justifiant les apparitions mariales. Don Juan Bautista Muñoz (es), affirmant que « la raison doit pouvoir tout expliquer » et rejetant tout ce qui est surnaturel, soutient sa thèse devant l'Académie royale de Madrid, contestant la réalité des apparitions de 1531. Ses écrits serviront de base à toutes les études contestant l'authenticité des apparitions et amèneront de vives réactions au Mexique, avec la publication de plusieurs ouvrages contestant ses thèses, et défendant « l'historicité des apparitions »,.

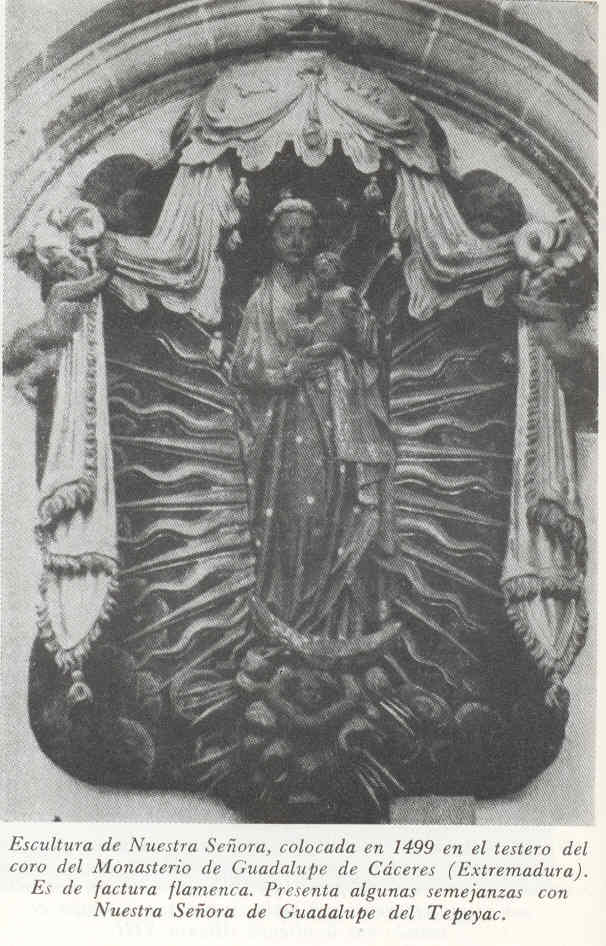
Sculpture de la Vierge à l'enfant de 1499 sur la chapelle du monastère de Guadalupe en Extremadure (Espagne).

En 1974, Jacques Lafaye soutient dans une thèse à la Sorbonne que les « faits de 1531 sont un mythe construit par le clergé pour réconcilier Indiens et Espagnols »,. Lafaye ajoute qu'il y aurait une « ressemblance notable » entre l'image de la « Vierge de Tepeyac » avec une des représentations de la Vierge Marie dans le chœur de la basilique d'Estrémadure, et que cette image pourrait être la source visuelle de la « copie mexicaine », l'image mexicaine étant (pour l'historien) une copie réalisée par un indigène, à partir du modèle européen. Yves Chiron conteste son point de vue déclarant que « l'image [mexicaine] ne se rattache à aucune école iconographique connue ni ne peut être considérée comme la copie d'une autre représentation de la Vierge de Guadalupe espagnole », et encore moins de la Tonantzin aztèque.
Reprenant l'affirmation du frère franciscain Francisco de Bustamante, l'historienne Jeanette Favrot Peterson estime que la peinture pourrait être l'œuvre de Marcos Cipac de Aquino (es) (un artiste aztèque de l'époque) vers 1550. Reprenant cette même affirmation dans ce document historique Lafaye note que l'image « ne présente, elle, aucun caractère indigène typique ».
L'historien Serge Gruzinski, dans un ouvrage publié en 1994, écrit que l'image aujourd'hui connue a été réalisée par le peintre Marcos, à la demande de l'évêque de Mexico, et mise en place en 1555.

### Par des scientifiques
En 2002, le journal mexicain « Proceso » publie une interview de José Antonio Flores Gómez, restaurateur d’art, qui après avoir examiné l’œuvre, estime que celle-ci montre des traces de peinture humaine. La même année, le même journal « Proceso » publie une autre interview de José Sol Rosales, ancien directeur du Centre du « Patrimonio Artístico Mueble » qui révèle lui aussi que des études scientifiques de la tilma ont montré des marques de peinture humaine,.

## Reconnaissance et influence

### Reconnaissances de l’Église catholique

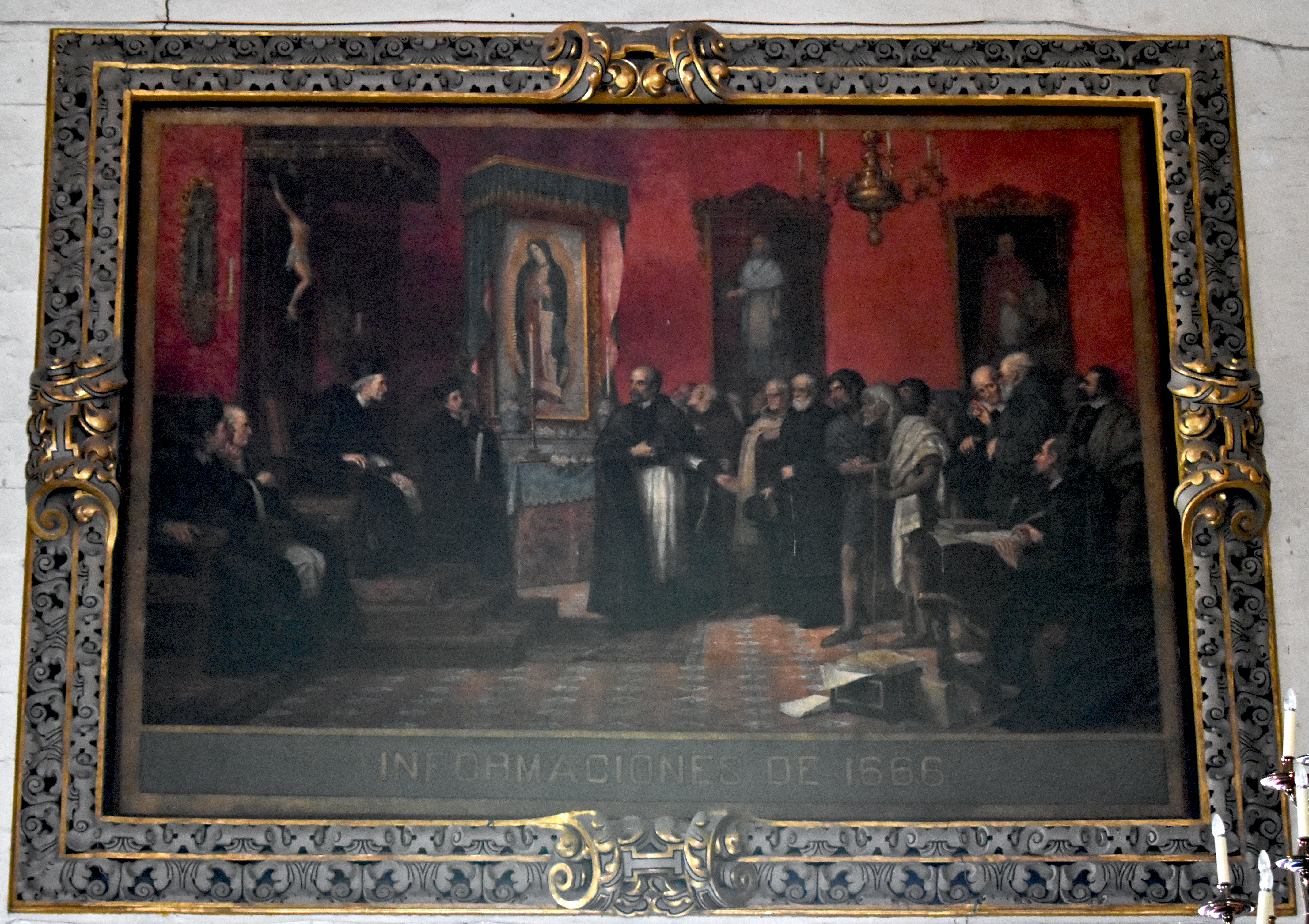
Informaciones de 1666. Par José Ma. Ibarrán y Ponce, 1895.

La première reconnaissance officielle de la « relique » est le procès canonique qui se déroule en 1666, qui amène, un siècle plus tard, l’Église et le pape Benoît XIV à s'exprimer en faveur des apparitions (et de l'origine miraculeuse de la tilma) en 1784.
Le pape Léon XIII rédige une bulle papale autorisant le couronnement canonique de l'image le 8 février 1887. La couronne est installée sur l'image de la Vierge le 12 octobre 1895. Le 12 octobre 1945, le pape Pie XII renouvelle le couronnement canonique de la Vierge la déclarant « Reine et Mère » pour le Mexique et l'Amérique.
Le pape Paul VI offre une rose d’or à l’image de Notre-Dame le 25 mars 1966,,.
Le pape François accorde à l'image une deuxième rose d'or par l'intermédiaire du cardinal Marc Ouellet. La remise de la rose, dans la basilique, se déroule le 18 novembre 2013. Le souverain pontife fait don d'une nouvelle couronne en argent plaqué or accompagnée d'une prière à l'image lors de sa visite apostolique à la basilique le 13 février 2016. Sur la couronne est gravé « Mater Mea, Spes Mea » (« Ma mère [et] Mon espoir »). Cette couronne est conservée dans la chancellerie.

### Symbole public
Patricia Harrington soutient que « Les Aztèques [...] avaient un système symbolique élaboré et cohérent pour donner un sens à leur vie. Lorsque ceci a été détruit par les Espagnols, il fallait quelque chose de nouveau pour combler le vide et donner un sens à la Nouvelle-Espagne… l'image de Guadalupe servit à cette fin ».
Guadalupe est souvent considérée comme un mélange des cultures qui ont formé le Mexique, par la population et la religion. Guadalupe est parfois appelée la « première métisse » ou « la première Mexicaine »,.
La Vierge de Guadalupe n'en demeure pas moins un commun dénominateur unissant les Mexicains malgré leurs différences linguistiques, ethniques et sociales. David Solanas déclare : « Nous avons foi en elle. Elle est la mère de tous les Mexicains ».
Au XVIIe siècle, l'image est considérée comme « une œuvre notable de la peinture » par un certain nombre de peintres mexicains (quelle que soit la considération de son origine, surnaturelle ou non).
En 1752, Miguel Cabrera fait trois copies de l'image originale : une pour l'évêque don Manuel Rubio y Sanias (évêque de Mexico 1748-1765), une pour le père Juan Francisco Lopez, jésuite qui la montre au pape Benoît XIV (cette copie sera installée dans la chapelle pontificale du collège Mexicain de Rome), et une pour lui-même,.
L'image de la Vierge de Guadalupe a été régulièrement reprise lors des guerres et révolutions mexicaines (de la guerre d'indépendance à la guerre des Cristeros) comme bannière et drapeau des insurgés et autres révolutionnaires.

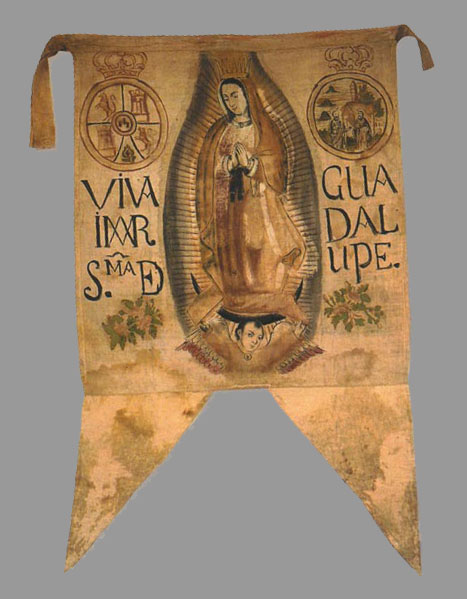
La bannière révolutionnaire portée par Miguel Hidalgo et son armée d'insurgés pendant la guerre d'indépendance du Mexique
Drapeau des Guadalupes durant la guerre d'indépendance
Bannière de Allende
Drapeau des Cristeros durant la guerre des Cristeros.

## Sources
- (en) Cet article est partiellement ou en totalité issu de l’article de Wikipédia en anglais intitulé « Our Lady of Guadalupe » (voir la liste des auteurs).

- (fr) Cet article est partiellement ou en totalité issu de l’article de Wikipédia en français intitulé « Notre-Dame de Guadalupe » (voir la liste des auteurs).